# Foxterriër
Foxterriër refereert aan twee nauw verwante hondenrassen, de gladharige foxterriër (FCI #12) en de draadharige foxterriër (FCI # 169).

## Geschiedenis
De foxterriër (gladhaar) doet zijn intrede met de vossenjacht in Engeland; het ras wordt gefokt om de vos uit zijn hol te drijven. De 'fox' komt al voor op jachttaferelen uit de 16e en 17e eeuw. Voor het eerst is hij in 1862 in Birmingham tentoongesteld. Een eerste standaard wordt in 1876 door de Engelse Kennel Club opgesteld, in hetzelfde jaar wordt een register voor foxterriërs opengesteld.
De draadharige variant is mogelijk in oorsprong een kruising van een gladharige foxterriër met een draadharige Engelse terriër.

## Uiterlijk
Beide variëteiten verschillen van elkaar qua vacht en karakter, niet zozeer qua bouw. De foxterriër bereikt een schofthoogte van 39 centimeter en weegt dan ongeveer 8-9 kilogram. Reuen zijn iets zwaarder en groter dan teven. De vacht is wit met zwarte en/of bruine vlekken. De oren zijn V-vormig en geknikt.

## Karakter
Foxterriers zijn erg slim, (leren makkelijk kunstjes), erg trouw (net als de strip-foxterrier Bobbie van Kuifje willen ze niets liever dan altijd met de baas mee), dapper en zeer geschikt voor kinderen.
Airedaleterriër ·
Amerikaanse staffordshireterriër ·
Australische silkyterriër ·
Australische terriër ·
Bedlingtonterriër ·
Borderterriër ·
Braziliaanse terriër ·
Bulterriër ·
Cairnterriër ·
Ceskyterriër ·
Dandie Dinmont-terriër ·
Duitse jachtterriër ·
Engelse toyterriër ·
Foxterriër ·
Glen of Imaalterriër ·
Ierse terriër ·
Irish soft-coated wheaten terrier ·
Jackrussellterriër ·
Japanse terriër ·
Kerry blue-terriër ·
Lakelandterriër ·
Manchesterterriër ·
Miniatuur Bulterriër ·
Norfolkterriër ·
Norwichterriër ·
Parson Russell-terriër ·
Schotse terriër ·
Sealyhamterriër ·
Skyeterriër ·
Staffordshire-bulterriër ·
Welsh terriër ·
West Highland white terrier ·
Yorkshireterriër